# Formel-3000-Saison 1985
Die Formel-3000-Saison 1985 war die erste Saison der neu etablierten Internationalen Formel-3000-Meisterschaft, die die bisherige Formel-2-Europameisterschaft ersetzte. Sie startete am 24. März 1985 in Silverstone und endete am 22. September 1985 in Donington. Anfänglich waren 12 Rennen geplant. Tatsächlich wurden elf Rennen in acht Ländern gefahren. Der erste Formel-3000-Europameister wurde Christian Danner, der sich den Titel im letzten Saisonrennen sicherte.

## Überblick

### Entstehungsgeschichte
Die Etablierung der Formel 3000 war eine Reaktion der FISA auf eine Kostenexplosion in der Formel-2-Europameisterschaft, die bis 1984 die höchste Nachwuchsklasse unter der Formel 1 gewesen war. Weil außerdem auch die Formel 1, die mittlerweile auf komplexe Turbomotoren setzte, mit immer höheren Kosten verbunden war, versuchte die FISA, den Unterbau der Formel 1 ab 1985 möglichst kostengünstig zu gestalten. Die neue Formel 3000 war auf Saugmotoren mit maximal 3000 cm³ Hubraum ausgelegt, die bislang in der Formel 1 verwendet worden waren und dort zunehmend obsolet wurden.
1985 war in Europa die erste Saison, die nach dem Reglement der Formel 3000 ausgetragen wurde. In Japan wurde die dortige Formel-2-Meisterschaft noch bis 1986 mit dem bisherigen Reglement fortgesetzt, bevor 1987 die All-Japan-Formula-3000-Meisterschaft an ihre Stelle trat.

### Teams
Insgesamt 14 Teams meldeten sich zur ersten europäischen Formel-3000-Saison. Fünf von ihnen traten zu jedem Meisterschaftslauf an; die übrigen Teams ließen jeweils einen oder mehrere Rennen aus. Sechs der 1985 gemeldeten Teams waren bereits in der Formel-2-Europameisterschaft 1984 angetreten. Die Rennwagenhersteller AGS, Lola und Ralt waren mit Werksteams vertreten. Der Hersteller March Engineering lieferte zwar Chassis an diverse Rennställe, hatte aber kein eigenes Werksteam am Start. Allerdings war das von Mike Earle geleitete Team Onyx Racing ein Vorzugskunde und hatte Quasi-Werksstatus.

### Chassis

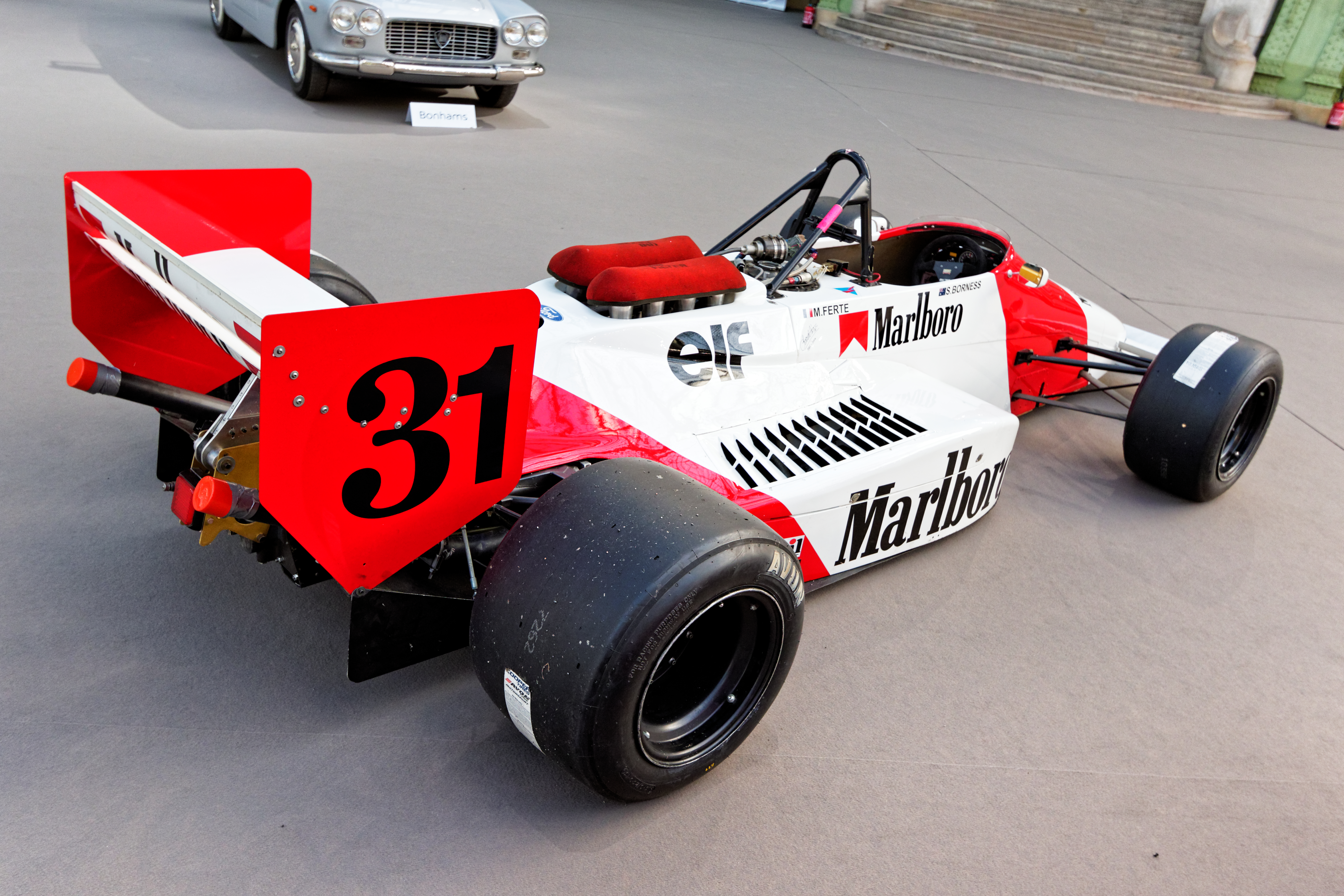
Das am weitesten verbreitete Formel-3000-Chassis 1985: March 85B (hier in der Lackierung von Oreca)

Zugelassen waren neu hergestellte Chassis, die unmittelbar nach Formel-3000-Konfiguration konstruiert waren; alternativ konnten auch ältere Formel-1-Rennwagen an den Start gebracht werden.
Die meisten Teams meldeten originäre Formel-3000-Chassis. Abgesehen von den Ralt- und Lola-Werksteams setzten sie alle im Laufe des Jahres Kundenchassis von March (March 85B) ein. Lola hatte zu Saisonbeginn mit Corbari Italia ein Kundenteam; mit fortschreitender Saison ersetzte Corbari die Lola T950 aber durch zwei March 85B.
Drei Teams setzten ältere Formel-1-Chassis ein: Der britische Rennstall PMC Motorsport meldete zwei 1983 aufgebaute Williams FW08C, Barron Racing aus den Niederlanden brachte zwei Tyrrell 012 an den Start, und Roger Cowman Racing meldete einen Arrows A6. Im Laufe der Saison zeigte sich, dass die Formel-1-Chassis den speziell auf die Formel 3000 zugeschnittenen neuen Wagen von March und Ralt unterlegen waren.

### Rennen
Die erste europäische Formel-3000-Saison sollte nach anfänglichen Planungen zwölf Meisterschaftsläufe umfassen. Als vierter Lauf war am 28. April 1985 ein Rennen auf dem Nürburgring geplant. Wegen überfrierenden Regens wurde das Rennen abgesagt.
Zudem fand am 13. Oktober ein nicht zur Meisterschaft zählender Lauf in Willemstad (Curaçao) statt. Der auf einem dreieinhalb Kilometer langen Stadtkurs ausgetragene Curaçao Grand Prix ging über 58 Runden zu je 3,55 km und hatte eine Gesamtdistanz von 205,900 Kilometer. John Nielsen kam nach 1:41:29,572 Stunden als Sieger ins Ziel.

## Teams und Fahrer
| Bild                | Team                | Chassis        | Motor        | Nr.                  | Fahrer                | Rennen      |
| ------------------- | ------------------- | -------------- | ------------ | -------------------- | --------------------- | ----------- |
|                     | Ralt Racing         | Ralt RT20      | Cosworth DFV | 1                    | Mike Thackwell        | 1–11        |
| 2                   | Ralt Racing         | Ralt RT20      | Cosworth DFV | John Nielsen         | 1–11                  |             |
| March 85B von Oreca | Team Oreca          | March 85B      | Cosworth DFV | 3                    | Michel Ferté          | 1–11        |
| March 85B von Oreca | Team Oreca          | March 85B      | Cosworth DFV | 4                    | Pierre Chauvet        | 1; 10       |
| March 85B von Oreca | Team Oreca          | March 85B      | Cosworth DFV | 4                    | Olivier Grouillard    | 2–9         |
| March 85B von Oreca | Team Oreca          | March 85B      | Cosworth DFV | 4                    | Pascal Fabre          | 11          |
| March 85B von Oreca | Team Oreca          | March 85B      | Cosworth DFV | 35                   | Alain Ferté           | 11          |
|                     | AGS                 | AGS JH20       | Cosworth DFV | 5                    | Philippe Streiff      | 1–7; 9–11   |
|                     | BS Automotive       | March 85B      | Cosworth DFV | 7                    | Tomas Kaiser          | 1–4; 8–11   |
| Jean-Philippe Grand | BS Automotive       | March 85B      | Cosworth DFV | 7                    | 5–6                   |             |
| Philippe Alliot     | BS Automotive       | March 85B      | Cosworth DFV | 7                    | 7                     |             |
| 5                   | BS Automotive       | March 85B      | Cosworth DFV | Christian Danner     | 1–11                  |             |
|                     | Onyx Racing         | March 85B      | Cosworth DFV | 9                    | Emanuele Pirro        | 1–11        |
| 10                  | Onyx Racing         | March 85B      | Cosworth DFV | Johnny Dumfries      | 1–4                   |             |
| 10                  | Onyx Racing         | March 85B      | Cosworth DFV | Mario Hytten         | 5–11                  |             |
|                     | Sanremo Racing      | March 85B      | Cosworth DFV | 13                   | Gabriele Tarquini     | 1–11        |
| 14                  | Sanremo Racing      | March 85B      | Cosworth DFV | Alessandro Santin    | 1–4; 8–11             |             |
| 14                  | Sanremo Racing      | March 85B      | Cosworth DFV | Ivan Capelli         | 5                     |             |
| 14                  | Sanremo Racing      | March 85B      | Cosworth DFV | Aldo Bertuzzi        | 7                     |             |
| 33                  | Sanremo Racing      | March 85B      | Cosworth DFV | Roberto del Castello | 2–4                   |             |
| 33                  | Sanremo Racing      | March 85B      | Cosworth DFV | Guido Daccò          | 5–11                  |             |
|                     | Lola Motorsport     | Lola T950      | Cosworth DFV | 15                   | Alain Ferté           | 1–4         |
| Johnny Dumfries     | Lola Motorsport     | Lola T950      | Cosworth DFV | 15                   | 6–7                   |             |
| Philippe Streiff    | Lola Motorsport     | Lola T950      | Cosworth DFV | 15                   | 8                     |             |
| James Weaver        | Lola Motorsport     | Lola T950      | Cosworth DFV | 15                   | 9–10                  |             |
| Val Musetti         | Lola Motorsport     | Lola T950      | Cosworth DFV | 15                   | 11                    |             |
| 16                  | Lola Motorsport     | Lola T950      | Cosworth DFV | Mario Hytten         | 1                     |             |
| 16                  | Lola Motorsport     | Lola T950      | Cosworth DFV | Fulvio Ballabio      | 11                    |             |
|                     | PMC Motorsport      | Williams FW08C | Cosworth DFV | 17                   | Thierry Tassin        | 1–2         |
| 18                  | PMC Motorsport      | Williams FW08C | Cosworth DFV | Lamberto Leoni       | 1–7                   |             |
|                     | Barron Racing       | Tyrrell 012    | Cosworth DFV | 19                   | Claudio Langes        | 1–2         |
| 20                  | Barron Racing       | Tyrrell 012    | Cosworth DFV | Roberto Moreno       | 1–7                   |             |
|                     | Corbari Italia      | Lola T950      | Cosworth DFV | 21                   | Juan Manuel Fangio II | 2–6         |
| March 85B           | Corbari Italia      | 7–8            | Cosworth DFV | 21                   | Juan Manuel Fangio II |             |
| March 85B           | Corbari Italia      | Max Busslinger | Cosworth DFV | 21                   | 9–10                  |             |
| March 85B           | Corbari Italia      | Stefano Livio  | Cosworth DFV | 21                   | 11                    |             |
| Lola T950           | Corbari Italia      | 22             | Cosworth DFV | Mario Hytten         | 2–4                   |             |
| March 85B           | Corbari Italia      | 22             | Cosworth DFV | Alain Ferté          | 5–7                   |             |
| March 85B           | Corbari Italia      | 22             | Cosworth DFV | Lamberto Leoni       | 8–11                  |             |
|                     | Ekström Racing      | March 85B      | Cosworth DFV | 23                   | Eric Lang             | 2; 12       |
|                     | Eddie Jordan Racing | March 85B      | Cosworth DFV | 25                   | Thierry Tassin        | 3; 6–11     |
|                     | Roger Cowman Racing | Arrows A6      | Cosworth DFV | 26                   | Slim Borgudd          | 2; 4, 6; 11 |
|                     | Genoa Racing        | March 85B      | Cosworth DFV | 26                   | Ivan Capelli          | 4; 6–11     |

## Rennkalender
| Datum | Rennen            | Runden                              | Distanz                             | Sieger                              | Siegerteam                          | Pole-Position                       | Schnellste Runde                    |
| ----- | ----------------- | ----------------------------------- | ----------------------------------- | ----------------------------------- | ----------------------------------- | ----------------------------------- | ----------------------------------- |
| 24.3. | Silverstone       | 44                                  | 207,640 km                          | Mike Thackwell                      | Team Ralt                           | Michel Ferté                        | John Nielsen                        |
| 7.4.  | Thruxton          | 54                                  | 204,768 km                          | Emanuele Pirro                      | Onyx Racing                         | Mike Thackwell                      | Christian Danner                    |
| 21.4. | Estoril           | 47                                  | 204,450 km                          | John Nielsen                        | Team Ralt                           | Mike Thackwell                      | Mike Thackwell                      |
| 28.4. | Nürburgring       | wegen Schneefalls nicht ausgetragen | wegen Schneefalls nicht ausgetragen | wegen Schneefalls nicht ausgetragen | wegen Schneefalls nicht ausgetragen | wegen Schneefalls nicht ausgetragen | wegen Schneefalls nicht ausgetragen |
| 12.5. | Vallelunga        | 65                                  | 208,000 km                          | Emanuele Pirro                      | Onyx Racing                         | Mike Thackwell                      | Emanuele Pirro                      |
| 27.5. | Pau               | 72                                  | 198,720 km                          | Christian Danner                    | BS Automotive                       | Emanuele Pirro                      | Christian Danner                    |
| 2.6.  | Spa-Francorchamps | 29                                  | 201,521 km                          | Mike Thackwell                      | Team Ralt                           | Michel Ferté                        | Mike Thackwell                      |
| 30.6. | Dijon             | 55                                  | 209,000 km                          | Christian Danner                    | BS Automotive                       | John Nielsen                        | Thierry Tassin                      |
| 28.7. | Enna-Pergusa      | 40                                  | 198,000 km                          | Mike Thackwell                      | Team Ralt                           | Mike Thackwell                      | Christian Danner                    |
| 17.8. | Österreichring    | 31                                  | 184,202 km                          | Ivan Capelli                        | Genoa Racing                        | Christian Danner                    | Mike Thackwell                      |
| 24.8. | Zandvoort         | 48                                  | 204,096 km                          | Christian Danner                    | BS Automotive                       | Christian Danner                    | Christian Danner                    |
| 22.9. | Donington         | 40                                  | 160,920 km                          | Christian Danner                    | BS Automotive                       | Mike Thackwell                      | Ivan Capelli                        |

## Endstand

### Fahrer
| 1. | Christian Danner  | 51 |
| 2. | Mike Thackwell    | 45 |
| 3. | Emanuele Pirro    | 38 |
| 4. | John Nielsen      | 34 |
| 5. | Michel Ferté      | 17 |
| 6. | Gabriele Tarquini | 14 |
| 7. | Ivan Capelli      | 13 |

| 8.  | Philippe Streiff   | 12 |
| 9.  | Alain Ferté        | 10 |
| 10. | Lamberto Leoni     | 8  |
| 10. | Mario Hytten       | 8  |
| 12. | Olivier Grouillard | 7  |
| 13. | Guido Daccò        | 6  |
| 14. | Tomas Kaiser       | 3  |

|     | Roberto Moreno        | 3 |
| 16. | Johnny Dumfries       | 1 |
| 16. | Juan Manuel Fangio II | 1 |
| 16. | Philippe Alliot       | 1 |
| 16. | Thierry Tassin        | 1 |